# NGC 317A
NGC 317A est une galaxie lenticulaire située dans la constellation d'Andromède. NGC 317 a été découverte par l'astronome américain Lewis Swift en 1885 qui croyait observer une seule nébuleuse, nom que l'on donnait à cette époque aux taches diffuses de la sphère céleste.

## Caractéristiques
Sa vitesse par rapport au fond diffus cosmologique est de 4 835 ± 38 km/s, ce qui correspond à une distance de Hubble de 71,3 ± 5,0 Mpc (∼233 millions d'al).
À ce jour, une mesure non basée sur le décalage vers le rouge (redshift) donne une distance d'environ 94,800 Mpc (∼309 millions d'al). Cette valeur est à l'extérieur des valeurs de la distance de Hubble. Notons que c'est avec la valeur moyenne des mesures indépendantes, lorsqu'elles existent, que la base de données NASA/IPAC calcule le diamètre d'une galaxie et qu'en conséquence le diamètre de NGC 317A pourrait être d'environ 31,4 kpc (∼102 000 al) si on utilisait la distance de Hubble pour le calculer.
L'autre galaxie près de PGC 3442 (NGC 317A) est PGC 3445 (NGC 317B).
En raison d'une brillance de surface égale à 14.15 mag/am2, on peut qualifier NGC 317A de galaxie à faible brillance de surface (LSB en anglais pour low surface brightness). Les galaxies LSB sont des galaxies diffuses (D) avec une brillance de surface inférieure de moins d'une magnitude à celle du ciel nocturne ambiant.